# セーナーパティ
セーナーパティ（マラーティー語：सेनापती, 英語：Senapati）は、インドのヒンドゥー王朝における軍司令官、あるいは軍総司令官を意味した称号。サンスクリット語でセーナーは軍を意味し、パティは主として扱われる。
古来、インド国家の要職の一つであり、クシャトリヤのカーストが適任とされた。
デカン地方、マラーター王国では八大臣（アシュタ・プラダーン）の一つ。同国の戦争時においては、サルダール・セーナーパティ（Sardar Senapati）あるいはサルセーナーパティ（Sarsenapati）で軍総司令官を意味した。

## セーナーパティだった人物
- ダナージー・ジャーダヴ
- カンデー・ラーオ・ダーバーデー
- トリンバク・ラーオ・ダーバーデー

など